# Theodor Alconiere

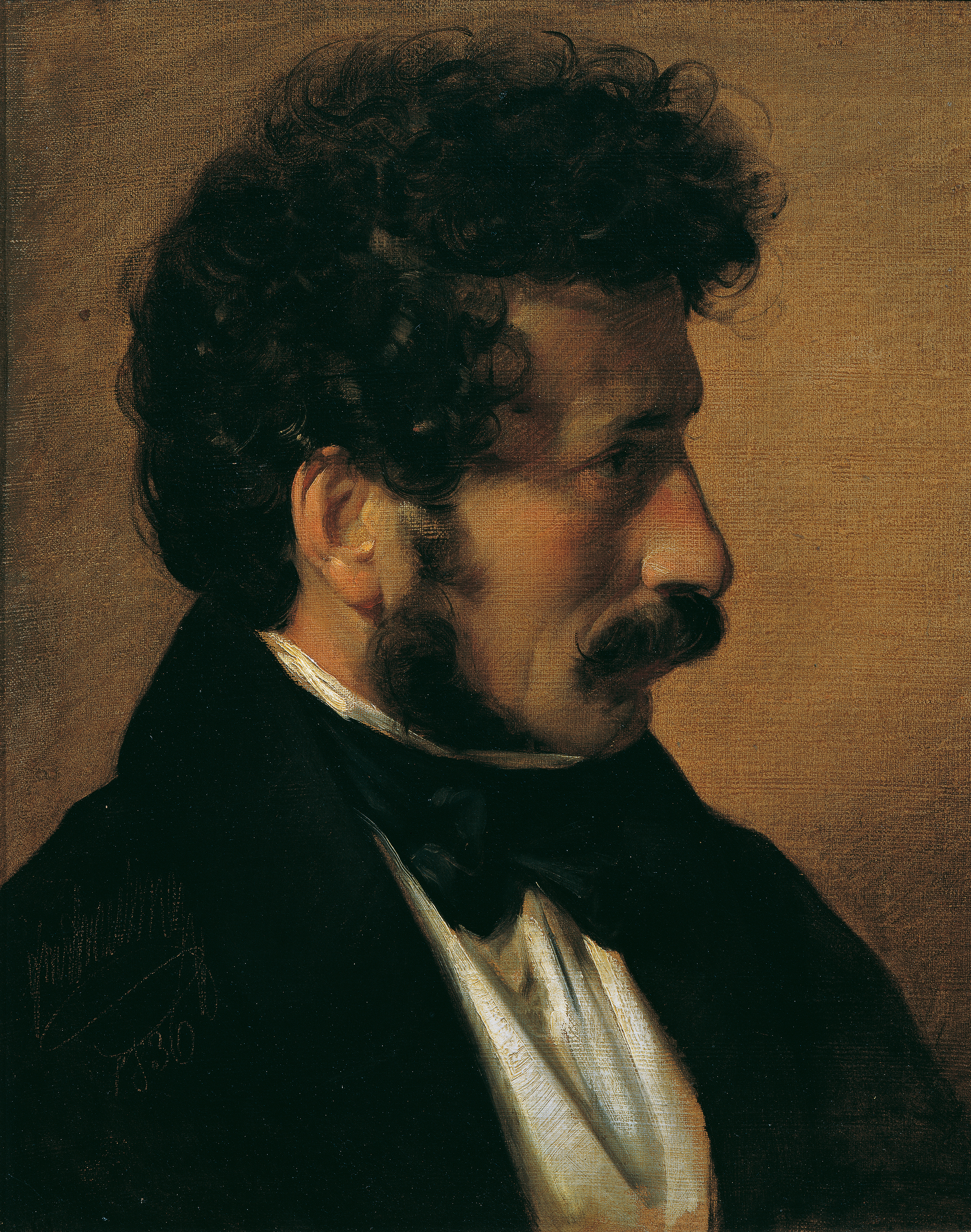
Friedrich von Amerling: Porträt Theodor Alconiere (1836)

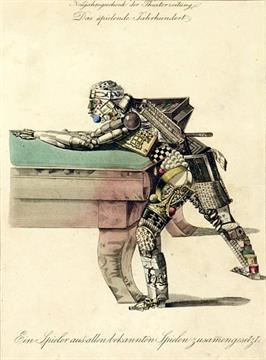
Ein Spieler aus allen bekannten Spielen zusammengesetzt, handkolorierter Kupferstich, gestochen von Andreas Geiger, um 1840

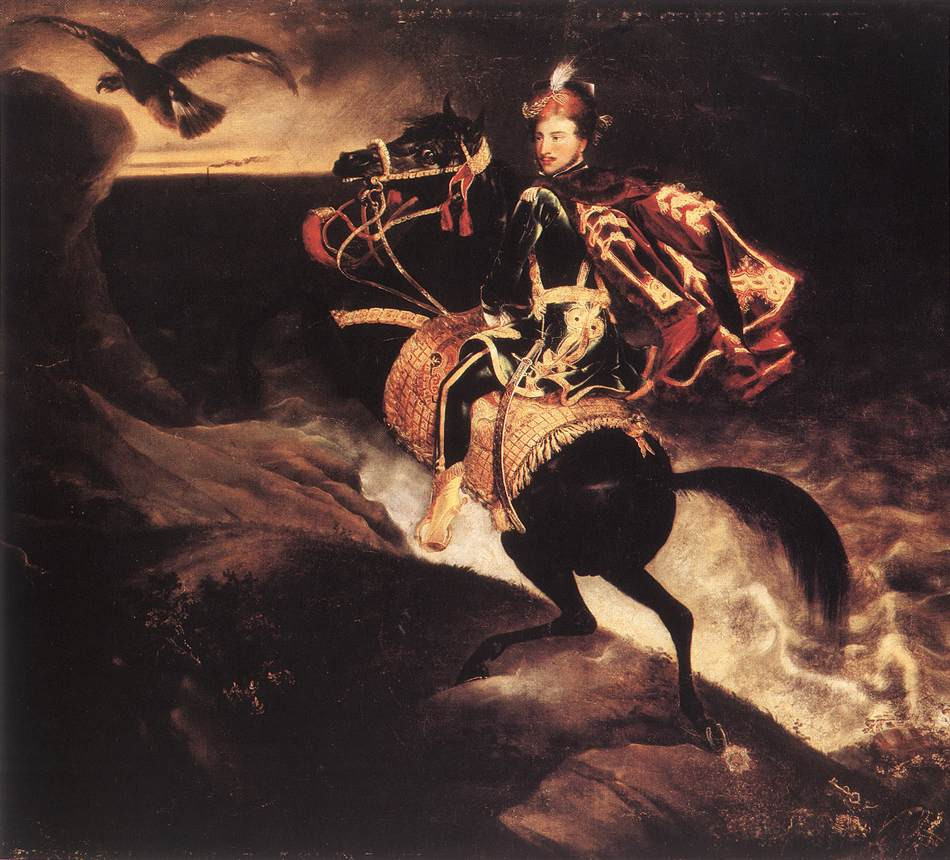
Széchenyi am Eisernen Tor (1831)

Theodor Alconiere, ungarisch Tivadar, (als Hermann Cohn geboren 1798 in Mattersburg, Kaisertum Österreich; gestorben 10. Juni 1865 in Wien) war ein österreichisch-ungarischer Maler.

## Leben
Hermann Cohn wurde im ungarischen Reichsteil in Nagymarton in eine jüdische Familie geboren. Er studierte ab 1812 bis 1820 an der Kunstakademie in Wien und war 1815 beim Porträtmaler Johann Baptist Lampi in Venedig. Er konvertierte 1830 zum Katholizismus und nahm den Namen Alconiere an, eine Verballhornung seines Namens. Er hielt sich dreizehn Jahre in Italien auf und war in Rom im Kontakt mit den Nazarenern. Er war Hofmaler beim Fürsten von Lucca und bei der Herzogin von Parma. In den 1840er und 1850er Jahren malte er in den ungarischen Städten Székesfehérvár, Pápa und  Pest. In den 1860er Jahren kehrte er nach Wien zurück.
Alconieres Bilder wurden zwischen 1832 und 1845 regelmäßig bei den Wiener Kunstausstellungen gezeigt. Er malte Porträts, Reiterbildnisse, aber auch Genrebilder und Karikaturen. Eine Spezialität waren „Begriffe“, in denen Bilder, die zu dem Begriff assoziiert werden, zu menschlichen Figuren vereinigt werden. So wird ein „Harfenspieler“ dargestellt, dessen Körper aus  Musikinstrumenten komponiert ist, die „Cholera“ wird in einer Frauenfigur dargestellt, die aus den gegen die Seuche verordneten Heilmitteln zusammengesetzt ist.
Alconiere starb verarmt als Kirchdiener im Spital der Barmherzigen Brüder in Wien.

## Illustrationen
- Josefine von Remekházy: Feldblumen. Gedichte. Mit 16 Vignetten gez. von Th. Alconiere ; in Holz geschnitten von Blasius Höfel. Wien : Jg. Klang, 1841.